# Wonderful Town
Wonderful Town è un musical di Broadway che vinse alla sua prima performance, nel 1953, 5 Tony Awards, tra cui quello di Miglior musical. Il musical già apparso prima come commedia in teatro per il Broadway theatre dal 26 dicembre 1940 con Shirley Booth e Richard Quine (sostituito da Henry Jones nelle riprese) arrivando a 864 recite, prende spunto dal romanzo semi autobiografico di Ruth McKinney che lo aveva scritto insieme a Joseph Fields e Jerome Chodorov e poi come Mia sorella Evelina. Frutto del talentuoso compositore Leonard Bernstein, il musical viene curato per la stesura dei testi da Betty Comden e Adolph Green, e da Joseph A. Fields e Jerome Chodorov per la redazione del libretto.

## Trama

### Atto 1
New York, 1935. Mentre una simpatica guida turistica mostra a dei visitatori i coloriti abitanti di Christopher Street nel Greenwich Village, le sorelle Ruth ed Eileen Sherwood arrivano in città da Columbus, Ohio: Ruth spera di diventare una giornalista, Eileen un'attrice. Le due si scontrano presto con la triste realtà: costrette a vivere nello squallido appartamento di mister Appopoulos, le sorelle sono continuamente disturbate dai lavori per la metropolitana e dai clienti di Violet, la prostituta che vi abitava prima di loro. Le due iniziano a provare nostalgia di casa, mescolata all'insofferenza per la vita noiosa che si sono lasciate alle spalle.
Ruth ed Eileen si avventurano per il Village alla ricerca di lavoro, ma inanellano un fallimento dopo l'altro e non riescono a integrarsi coi nuovi vicini; Eileen, tuttavia, viene corteggiata da alcuni uomini; Ruth si rende conto che il fascino di sua sorella è pari alla propria abilità nell'allontanare gli spasimanti, al punto che potrebbe scrivere un libro intitolato Cento Modi Facili di Perdere un Uomo.
Dopo una serie di avventure, Ruth ottiene un colloquio presso la redazione di un giornale di racconti brevi. Qui incontra il cinico giornalista Bob Baker, che sin da subito si trova in sintonia con lei; l'uomo le dice che le sue possibilità di avere successo sono scarse, e che venire a New York è stato solo uno spreco di tempo e denaro, adducendole gli esempi di molte persone che hanno visto la propria vita fallire miseramente (tra cui egli stesso). Ruth, per nulla scoraggiata, gli lascia tre articoli a dimostrazione del proprio talento.
Eileen, intanto, invita a cena Frank Lippencott, un commerciante che le aveva regalato del cibo, nella speranza di averne altro. Intanto Bob si reca all'appartamento delle due sorelle in cerca di Ruth, e Eileen invita a cena anche lui. Si aggiunge anche Chick Clark, viscido collega di Bob, che Eileen invita nella speranza che possa aiutare Ruth a farsi assumere. Durante i preparativi irrompe Helen, l'inquilina del piano di sopra, che chiede alle due sorelle di nascondere in casa loro il suo compagno Wreck, poiché sua madre Ella è in procinto di arrivare e sarebbe furiosa se scoprisse che i due vivono insieme senza essere sposati. Eileen acconsente con gioia, nonostante le proteste di Ruth; rimasto con loro, Wreck racconta alle due sorelle il suo glorioso passato da giocatore di football americano.
Arriva l'ora di cena e le due sorelle si trovano al tavolo con Frank, Bob e Chick Clark; sia Ruth che Eileen, all'insaputa l'una dell'altra, si sentono attratte da Bob: questo causa un silenzio imbarazzante, che ciascuno tenta di riempire con discorsi banali. Rimasti soli, Bob e Ruth parlano degli articoli scritti da lei: l'uomo apprezza il suo talento, tuttavia la invita a tralasciare le storie di fantasia in favore di fatti reali che lei ha visto coi propri occhi. Tra i due c'è una serie di fraintendimenti, fino a che Bob non scaccia malamente Ruth; mentre la ragazza corre via in lacrime, lui si pente subito del proprio comportamento, rendendosi conto di volerle bene.
Il giorno dopo, Chick Clark orchestra un piano per rimanere solo con Eileen: promettendole un posto al giornale, spedisce Ruth al porto di Brooklyn per un'intervista ad alcuni marinai brasiliani. La donna tenta di portare a termine il compito, ma presto si trova coinvolta in una forsennata conga che finisce per invadere l'intera Christopher Street. Nella confusione, Ruth si imbatte in Bob e lo rimprovera per il suo comportamento; intanto, a causa di un equivoco combinato da Chick Clark, Eileen viene riconosciuta come la responsabile del tumulto, e per questo è arrestata e portata in prigione.

### Atto II
Nemmeno in prigione Eileen riesce a smettere di cacciarsi nei guai: il tenente Lonigan e la sua brigata di poliziotti la corteggiano con insistenza, poiché sono convinti che ella sia irlandese come loro; a nulla valgono i suoi tentativi di dimostrare il contrario. Arriva Ruth, che promette a sua sorella di pagare la cauzione con i soldi che guadagnerà dal suo nuovo lavoro: si occuperà della promozione del Village Vortex, un nightclub del quartiere. Quella sera stessa, la ragazza improvvisa uno swing nello stile di Cab Calloway per decantare le qualità del locale.
All'appartamento delle sorelle, Wreck tenta di farsi passare per un collezionista d'arte per impressionare Ella, ma la sua ignoranza vien presto fuori con esiti disastrosi; irrompe anche Chick, che vuol chiedere perdono a Eileen. A tirar fuori dai guai la ragazza è Bob, che paga la cauzione; tornate a casa, le sorelle scoprono che l'arresto di Eileen, unitamente al comportamento di Chick e Wreck, ha scandalizzato mister Appopolous, il quale minaccia di sfrattarle. La situazione si complica ulteriormente quando Eileen scopre che anche Ruth è innamorata di Bob: le sorelle desiderano, per un istante, di non aver mai lasciato l'Ohio. Per fortuna, poco dopo Eileen viene contattata dal proprietario del Vortex: la faccenda di Christopher Street le ha procurato un'inaspettata fama, e l'uomo vuole ingaggiarla per una serie di concerti in tutta New York; mister Appopolous, venuto a sapere che una delle due ha uno stipendio sicuro, ritira la minaccia di sfratto.
Eileen corre al Vortex per preparare il suo debutto; qui viene raggiunta da Bob, che le racconta di aver lasciato il lavoro dopo aver litigato con Chick a proposito di Ruth; la ragazza comprende che l'uomo è innamorato di sua sorella, e tenta in ogni modo di farglielo capire: inizialmente riluttante, Bob finisce per ammettere i propri sentimenti.
Poco prima dello spettacolo, presa dal panico, Eileen convince Ruth a esibirsi con lei. Intanto arriva Chick: per farsi perdonare, ha fatto leggere il pezzo di Ruth sui marinai brasiliani al suo capo, che lo ha apprezzato e ha offerto alla ragazza un posto da giornalista. Felicissime, Ruth e Eileen mandano in visibilio il Vortex con un pezzo ragtime; nell'entusiasmo generale, Bob si dichiara finalmente a Ruth: i due cantano la propria felicità, alla quale si uniscono Eileen e gli ospiti del club.

## Produzioni principali
Dopo l'anteprima del 19 gennaio 1953 a New Haven la prima di Broadway è stata il 25 febbraio diretta dal compositore.
Nel cast figuravano l'attrice Rosalind Russell (che vinse il Tony come miglior attrice di musical), Edie Adams, Cris Alexander, Jordan Bentley, Dort Clark, George Gaynes ed Henry Lascoe, diretti dal regista George Abbott con la coreografia di Donald Saddler (vincitore anch'egli nella categoria miglior coreografo) arrivando a 559 recite.
Nelle repliche Carol Channing rimpiazza la Russell.
Dal 25 febbraio 1955 ha la prima per il Teatro del West End di Londra con Shani Wallis arrivando a 207 recite.
Nel 1958 viene trasmessa dalla televisione CBS con la Russell e Sydney Chaplin.
Nel 1967 il musical torna in scena per tre settimane al New York City Center, con Elaine Stritch nel ruolo di Ruth.
Nel 1977 il musical va in tournée per gli Stati Uniti con Lauren Bacall nel ruolo di Ruth e George Hearn in quello di Robert Baker.
Nel 1983 Donna McKechnie interpreta Ruth nella produzione della Long Beach Civic Light Opera di Long Beach.
Dal 7 agosto 1986 Wonderful Towns va in scena al Queen's Theatre di Londra per 267 repliche, con Maureen Lipman nel ruolo di Ruth. Il revival e la Lipman ottennero vasti consensi ed entrambi furono candidati al prestigioso Laurence Olivier Award.
Nel 2003 torna a Broadway con Donna Murphy e Jennifer Westfeldt arrivando a 497 recite con Brooke Shields nelle repliche.
Nel 2005 il musical va in scena in versione concertistica alla Royal Albert Hall con Kim Criswell nel ruolo di Ruth e Audra McDonald in quello di Eileen.
Nel 2012 Wonderful Town andò in tournée negli Stati Uniti con Michael Xavier nel ruolo di Robert Baker.

## Numeri musicali
Atto I
- Overture — Orchestra
- Christopher Street — Guida turistica e cittadini
- Ohio — Ruth Sherwood ed Eileen Sherwood
- Conquering New York — Ruth, Eileen, Violet cittadini e cadetto
- One Hundred Easy Ways — Ruth
- What a Waste — Robert Baker ed editori
- A Little Bit in Love — Eileen
- Pass the Football — Wreck e cittadini
- Conversation Piece — Ruth, Eileen, Frank Lippencott, Robert Baker
- A Quiet Girl — Robert Baker
- Quiet Ruth — Ruth
- Conga — Ruth e cadetti brasiliani

Atto II
- Entr'acte — Orchestra
- My Darlin' Eileen — Eileen e poliziotti
- Swing — Ruth e cittadini
- Ohio (Reprise) — Ruth ed Eileen
- It's Love — Eileen, Robert Baker e cittadini
- Ballet at the Village Vortex — Orchestra
- Wrong Note Rag — Ruth, Eileen e cittadini
- It's Love (Reprise) / Finale — Eileen, Robert Baker, Ruth e cast